# Lília da Fonseca
Maria Lília Valente da Fonseca Severino (* 21. Mai 1906 in Benguela, Portugiesisch-Westafrika, Angola; † 14. August 1991 in Alverca do Ribatejo, Vila Franca de Xira, Lissabon) war eine portugiesische Journalistin und Schriftstellerin. Sie war die erste Frau, die im Estado Novo auf einer oppositionellen Kandidatenliste für die Parlamentswahlen stand, 1957 für den Wahlkreis „Lissabon 23“.

## Leben
Fonseca wurde in Benguela, in der damaligen portugiesischen Kolonie, geboren und kam in sehr jungen Jahren nach Portugal. Sie besuchte das Liceu Infanta D. Maria in Coimbra und die Escola Carolina Michäelis in Porto.
In einer Zeit zurück in Angola arbeitete sie als Journalistin in Luanda für die Tageszeitung A Província de Angola. Als sie sich 1943 in Portugal niederließ, arbeitete sie als Korrespondentin für diese Zeitung. In ihrem 1944 erschienenen Roman Panguila zeichnete sie ein getreues Porträt der damaligen kolonialen Gesellschaft.
Im November 1945 unterzeichnete sie ein Manifest des Movimento de Unidade Democrática, in dem Intellektuelle gegen „alle Arten von Einschränkungen“ durch den Estado Novo protestierten. Das Movimento de Unidade Democrática wurde dabei 1945 als Sammelbewegung der Gegner des Estado Novo gegründet. Es wurde 1948 aufgelöst, wahrscheinlich weil es von Mitgliedern des Partido Comunista Português dominiert wurde. Fonseca war auch Mitglied der Associação Feminina Portuguesa para a Paz, war deren Sprecherin und schrieb über den Frieden in deren Zeitschrift A Paz pela transformação do homem („Frieden durch die Verwandlung des Menschen“). Ebenso war sie Mitglied im Conselho Nacional das Mulheres Portuguesas und im Movimento dos Novos Intelectuais de Angola.
1957 gehörte sie zusammen mit der Ärztin Cesina Bermudes und der Schriftstellerin Natália Correia der Comissao Cívica Eleitoral de Lisboa („Lissabonner Bürgerlichen Wahlkommission“) an, die einen rechtlichen Rahmen für die Teilnahme der Opposition bei den bevorstehenden Wahlen schaffen wollte. Im Jahr 1957 war sie dann die erste Frau, die bei den Parlamentswahlen auf einer oppositionellen Liste kandidierte.
Fonseca arbeitete seit Übersiedlung nach Portugal 1943 als Journalistin für Publikationen wie Modas & Bordados, Diário de Lisboa, Seara Nova oder O Século Ilustrado. Sie schrieb auch Artikel in Maria Lúcia Vassalo Namorados Zeitschrift Os Nossos Filhos („Unsere Kinder“) 1950 gründete Fonseca die Zeitschrift Jornal-Magazine da Mulher und leitete sie durchgängig.  Die Zeitschrift behandelte Themen für Frauen, wie z. B. die Betreuung oder Erziehung von Kindern, ihre berufliche, intellektuelle und soziale Wertschätzung, die Verbreitung von Kultur und Literatur sowie den portugiesisch-brasilianisch-afrikanischen Austausch. Im Rahmen der politischen Verfolgung durch den Estado Novo wurde sie 1956 geschlossen.
Schwerpunkt ihres literarischen Schaffens waren aber vor allem Kinderliteratur und Romane, darunter neben Panguila (1944) auch den von der Zensur beschlagnahmten Roman Relógio Parado (1961). Außerhalb dieses Bereichs veröffentlichte sie Gedichtbände wie Poemas da Hora Presente (1958) oder den Kurzgeschichtenband Filha de Branco (1960). Im Bereich Kinder und Jugendliche war ihr größter Beitrag zusammen mit Calvet de Magalhães die literarische Leitung und Gestaltung der Sammlung Carrocel, die von etwa 1962 bis in die 1970er Jahre mit insgesamt 28 Titeln erschien, von denen einige mit Preisen ausgezeichnet wurden. Fonseca selbst war Autorin von 21 der Titel, die später teilweise auch als Theaterstücke aufgeführt wurden. Sie lud aber auch andere auf diesem Gebiet bekannte Autorinnen ein, darunter ihre Schwester Hortense de Almeida, Etelvina Lopes de Almeida, Maria Amália Vale, Manuela de Azevedo oder Madalena Gomes.
Ende der 1960er Jahre wurde Fonseca Mitbegründerin und die erste Präsidentin und der portugiesischen Sektion des International Board on Books for Young People (IBBY). Ihr Werk O livro do Adelininho (1969) wurde in die IBBY-Ehrenliste von 1970 aufgenommen. 1979 organisierte sie eine Wanderausstellung von Kinderbüchern portugiesischer Autoren, die durch mehrere portugiesische Städte tourte, und rief die Kampagne „Ein Buch für jedes Kind“ ins Leben, bei der sie Bücher verschenkte. Außerdem rief sie den Preis „Portugal/79“ für das beste Kinderbuch, sowohl für Text als auch für Illustration, ins Leben.
Sie gründete eine Theatergruppe, das Teatro de Fantoches de Branca-Flor („Puppentheater Branca-Flor“), ein pädagogisches, soziales und künstlerisches Theaterprojekt, das sich an die Kinder der damaligen Zeit richtete, einer Zeit, in der sowohl das Kindertheater als auch das Puppentheater in Portugal absolut selten waren. Von Anfang an umgab sie sich mit weiteren künstlerischen Mitarbeitern, darunter Francine Benoît, Humberto d'Ávila, Calvet de Magalhães und Francisco Keil do Amaral, sowie mit mehreren Schauspielern und Schauspielerinnen, die den Aufführungen ihre Stimmen verliehen. Die Gruppe trat in Schulen, Ferienlagern, Armenvierteln am Stadtrand von Lissabon und in Provinztheatern auf und vertrat Portugal auf internationalen Puppentheaterfestivals. Sie erhielt ein Stipendium der Gulbenkian-Stiftung, das ihr den Besuch von Puppentheatern in verschiedenen Ländern ermöglichte. Sie war auch die erste portugiesische Puppenspielerin, die sich um die Aufnahme in die Union Internationale de la Marionnette bewarb, und wurde Vertreterin der Organisation in Portugal. Aus Anlass von Fonseca 100. Geburtstag, veranstalteten das Centro de Artes da Marioneta und das Museu da Marioneta in Lissabon 2007 eine Ausstellung, die fast den gesamten Nachlass des Teatro de Branca-Flor umfasste.

## Werke
- A mulher que amou uma sombra: novelas (1941)
- O corte sem mestre (1942)
- As três bolas de sabão (1943)
- Panguila: romance (1944)
- Lagartinha da couve (1945)
- A borboleta azul: contos em verso (1946)
- As botas saltaricas (1946)
- A menina tartaruga (1946)
- Chico Pipa (1946)
- As formigas aventureiras (1946)
- A história do gato gatão (1947)
- A chegada do Grão Turco (1947)
- O canivete afortunado (1954)
- Lagartinha da couve (1954)
- O tricot sem mestre (1957)
- Poemas da hora presente (1958)
- O malmequer das cem folhas: as aventuras de um pássaro (1958)
- Filha de branco (1960)
- O clube das três aldeias (1961)
- O relógio parado (1961)
- O grande acontecimento (1962)
- O livro da Teresinha (1962)
- Nasceu um menino na floresta (1962)
- Os companheiros do Bonifácio (1963)
- O livro do Marinho (1963)
- O menino não quer (1963)
- Os pontos dos ii: peça infantil em 1 acto (1964)
- A menina tartaruga: peça infantil em 3 actos (1966)
- O malmequer das cem flores : aventuras de um pássaro (1968)
- O livro da Mariazinha  (1969)
- O livro do Adelininho (1969)
- O livro da Lili (1970)
- O livro da Néné (1970)
- A vaquinha e o sol : histórias de animais (1970)
- O livro do Jaiminho (1971)
- O realejo de lata (1971)
- Umas férias na serra da Verdelinda (1972)
- Tão-Tão aviador (1973)
- O grande acontecimento (1977)
- O livro da Stelinha (1977)
- História do teatro de Branca-Flor nos seus 20 anos de existência, 1962–1982  (1982)
- Um passeio ao jardim zoológico  (1983)
- O moinho da Inácia: as aventuras de um pássaro (1987)
- Os ladrões das barbas de arame farpado: as aventuras de um pássaro (1989)